# Hội Nội khoa Việt Nam
Hội Nội khoa Việt Nam là tổ chức xã hội - nghề nghiệp của những người làm việc liên quan đến lĩnh vực y học nội khoa tại Việt Nam.
Hội Nội khoa Việt Nam được Bộ Nội vụ phê duyệt thành lập tại Quyết định của Số 66-NV ngày 06 tháng 03 năm 1961, cùng với 3 hội thành viên khác của Tổng hội Y học Việt Nam .

## Xuất bản
Hội Nội khoa Việt Nam xuất bản tạp chí Nội khoa Việt Nam là diễn đàn trao đổi thông tin khoa học và hoạt động chuyên ngành nội khoa. Tạp chí xuất bản 2 số/quý, đăng tải các công trình nghiên cứu khoa học, bài viết, bài dịch,... tạo điều kiện trao đổi học thuật, kinh nghiệm giữa hội viên và những người quan tâm tới lĩnh vực nội khoa .